# Finan di Lindisfarne
Finan di Lindisfarne (Irlanda, ... – Irlanda, 17 febbraio 661) è stato un vescovo scozzese.
È venerato come santo dalla Chiesa cattolica.

## Agiografia e culto
Fu il secondo vescovo di Lindisfarne, carica che ricoprì dal 651 al febbraio del 661 (data della morte). Originario della Scozia, fu educato a Iona e venne scelto dai monaci per succedere ad Aidan.
Lavorò in stretta collaborazione con Oswiu di Northumbria e Beda il Venerabile ricorda il suo impegno nella conversione di questo regno. Costruì una cattedrale a Lindisfarne (in stile irlandese, cioè in legno), dedicandola a Pietro apostolo. Convertì al Cristianesimo i sovrani Sigebert dell'Essex e Peada della Middle Anglia e della Mercia meridionale.
È venerato come santo dalla Chiesa cattolica che lo ricorda il 17 febbraio.